# Aer Turas
Aer Turas Teoranta est une compagnie aérienne irlandaise de transport à la demande disparue.
Formée en 1962 sur l'aéroport de Dublin, Aer Turas a commencé son activité en 1963, utilisant un unique de Havilland Dragon Rapide pour des vols à la demande entre l'Irlande et le Royaume-Uni. Un Douglas DC-3 fut mis en service en avril 1964, mais l'exploitation fut suspendue fin décembre, Aer Turas préférant se tourner vers le transport à la demande de fret, une activité dans laquelle elle connaîtra un certain succès, et une niche bien particulière, le transport de bétail, chevaux de course en particulier.
Aer Turas redémarra donc son activité en mai 1965, exploitant une flotte de Douglas DC-4 et Bristol 170 Freighter avant de standardiser ses opérations autour du Bristol 175 Britannia. Elle en exploitait quatre à la fin des années 1970.
En mai 1980 Aer Lingus est devenu actionnaire majoritaire d'Aer Turas, les Bristol Britannia étant alors remplacés par un Douglas DC-8-63F et un Canadair CL-44J.
Confrontée à des coûts d'exploitation de plus en plus élevés sur un marché très étroit, Aer Turas a déposé son bilan en mai 2003. Elle a effectué son dernier vol le 2 juillet 2003. Elle disposait alors de deux Douglas DC-8, l'un [EI-BNA] étant démoli et l'autre [EI-CGO] revendu.

## Avions utilisés
- de Havilland Dragon Rapide : 1 appareil entre 1963 et 1964.
- Douglas DC-3 : 1 appareil de mai à décembre 1964.
- Douglas DC-4 : 1965
- Douglas DC-7 : 1969 - 1971
- Armstrong Whitworth AW 660 Argosy : 1971
- Bristol 170 Freighter :
- Bristol 175 Britannia :
- Douglas DC-8-63F :
- Canadair CL-44J :
- Lockheed Tristar :